# لورا فلاندرز
لورا فلاندرز (بالإنجليزية: Laura Flanders)‏ هي مقدمة برامج إذاعية وصحفية أمريكية، ولدت في 5 ديسمبر 1961 في المملكة المتحدة.

## وصلات خارجية
- الموقع الرسمي
- لورا فلاندرز على موقع IMDb (الإنجليزية)